# Slickdæk
Slickdæk eller slicks, (slick er engelsk for glat) er en type dæk uden mønster. Ved at fjerne alt, som er skåret ind i dækket, giver sådanne dæk den størst mulige kontaktflade mod kørebanen, og maksimal traktion for en givet dækstørrelse. Slickdæk bruges inden for motorsport, som køres på asfaltbelagte bilbaner, og hvor udøverne kan vælge forskellige dæk ud fra vejrforholdene og kan skifte dæk hyppigt under løbet. Slickdæk kaldes også for mønsterløse dæk eller tørvejrsdæk, men det sidste kan imidlertid også referere til andre dæktyper end rene slickdæk.
Da der ikke er skåret noget mønster ind i dækket, deformeres slickdæk relativt lidt under belastning. Den reducerede deformation gør det muligt at fremstille dækkene af blødere gummi uden at risikere overophedning og påfølgende blæring (eng.: blistering) i dækoverfladen. Det blødere gummi giver en større vedhæftning til kørebanen, men slides også betydeligt hurtigere end det hårdere gummi, som bruges i almindelige dæk til gadebrug. Det er ikke unormalt at kørerne i enkelte typer motorsport, som f.eks. Formel 1, kan slide flere sæt dæk i løbet af ét løb.
I Formel 1 blev slickdæk ikke brugt fra 1998 til 2008. I stedet blev der brugt tørvejrsdæk med fire langsgående riller, som skulle reducere det totale greb samt hastigheden i sving. Disse dæk blev af og til alligevel kaldt "slicks", da hensigten med rillerne ikke var at dræne vand og disse dæk ikke kunne bruges effektivt under våde forhold. Fra og med 2009-sæsonen blev slickdæk genindført.
Slickdæk bruges normalt på alle fire hjul, da de fleste typer motorsport kræver maksimalt vejgreb til både fremdrift, styring og opbremsning. I dragracing bruges de derimod normalt kun på de drivende hjul, da det eneste vigtige her er maksimalt greb i længderetningen for at overføre motorkraften til vejen.
På grund af den større kontaktflade giver slickdæk langt mere traktion på tør asfalt end mønstrede dæk, men betydeligt lavere traktion under våde forhold. Våd asfalt reducerer traktionen dramatisk på grund af aquaplaning som følge af, at vandet bliver presset ind mellem dækkets kontaktflade og vejoverfladen. Slickdæk er derfor ikke egnet (eller tilladt) til brug på biler til almindelig gadebrug, som skal kunne fungere under alle vejrforhold. Mønstrede dæk, som er designet til at kunne fjerne vand fra kontaktfladen gennem et specielt udformet mønster, vil i modsætning til slickdæk også beholde vejgrebet på våd asfalt.